# Comuna Belița, Blagoevgrad
Belița (în bulgară Община Белица, comuna Belița) este o unitate administrativă în regiunea Blagoevgrad din Bulgaria. Cuprinde un număr de 13 localități dintre care Belița are statut de oraș. Reședința sa este orașul Belița. Localități componente:
- Babiak
- Belița
- Zlatarița
- Gălăbovo
- Dagonovo
- Kraiște
- Kuziovo
- Liutovo
- Orțevo
- Palatik
- Gorno Kraiște
- Cereșovo

## Demografie
Componența etnică a obștinei Belița
     Romi (1,87%)
     Nicio identificare (28,99%)
     Turci (22,31%)
     Bulgari (44,82%)
     Altele (1,99%)
La recensământul din 2011, populația comunei Belița era de 9.927 locuitori. Nu există o etnie majoritară, locuitorii fiind romi (1,87%), turci (22,31%) și bulgari (44,82%).. Pentru 28,99% din locuitori nu este cunoscută apartenența etnică.